# Râul Trepteanca
Râul Trepteanca este un curs de apă, afluent al Olt. 